# Olenecamptus pseudostrigosus
Olenecamptus pseudostrigosus är en skalbaggsart. Olenecamptus pseudostrigosus ingår i släktet Olenecamptus och familjen långhorningar.

## Underarter
Arten delas in i följande underarter:
- O. p. pseudostrigosus
- O. p. burmensis
- O. p. didius